# برروشان
بَرروشان روستایی است در مرکز جماعت نظرشاه دادخودوف (جماعت برروشان) ناحیۀ روشان. این ده در حاشیه رود پنج و در سر بزرگراه دوشنبه–خاروغ واقع شده است. از بروشان تا مرکز ناحیه، ۱۲ کیلومتر جاده آسفالته هست. طبق سرشماری ۲۰۱۲، این شهر ۱۷۷۲ نفر تاجیک جمعیت دارد.